# Sandra Chevrier
Pour les articles homonymes, voir Chevrier.
Sandra Chevrier est une artiste pop urbaine et contemporaine basée à Montréal au Canada. Elle est notamment connue pour sa série de portraits féminins « Les Cages ».

## Biographie
Sandra Chevrier est née en 1983 et est originaire de la région des Laurentides, au Québec. Elle a obtenu un baccalauréat en arts visuels et médiatiques à l'Université du Québec à Montréal. Elle est une artiste autodidacte.
Dès petite, elle développe une passion pour les yeux et se plait à les dessiner ; nous pouvons toujours remarquer cet intérêt dans ses œuvres aujourd'hui.
Elle exerce en tant que chef de restaurant de sushis jusqu'à la naissance de son fils, en 2010, où elle décide de ne plus retourner travailler et se lance définitivement dans l'art.
Son succès est rapide, et sa rencontre avec la chanteuse Alicia Keys et son mari, qui deviennent ses clients, participe à la faire découvrir.
La carrière de Sandra Chevrier est désormais internationale puisque ses œuvres circulent aussi bien au Canada qu'aux États-Unis, Japon, Allemagne, Norvège, Nouvelle-Zélande et Chine,.

## Les Cages
La série « Les Cages » constitue le plus gros travail de l'artiste Sandra Chevrier. Ce sont des peintures et des sculptures représentant des portraits de femmes aux visages recouverts par des masques de bandes dessinées.
L'idée des « Cages » lui est venue un jour où elle souhaitait recouvrir une commode avec des comics de super-héros ; la commode s'est cassée et elle s'est retrouvée avec beaucoup de pages de bandes dessinées en trop. Elle a donc commencé à les utiliser sur ses œuvres.
Elle envisage son travail comme un dichotomie, quelque part entre la liberté et la captivité, la fragilité et le pouvoir, le remède et le poison.

### La vision de la femme
Les Cages ont pour but de montrer le côté humain des super-héros, mais aussi des femmes, en utilisant des scènes de comics où ces super-héros sont en situation de faiblesse. Sandra Chevrier remarque la pression mise sur les épaules des femmes, par la société ou par elles-mêmes, la volonté de les transformer en super-héroïnes, et l'artiste les pousse à accepter leurs erreurs ou défaites,,.
Elle instaure un contraste entre l'invincibilité des super-héros et le regard plus émotionnel de la femme derrière le masque.
Ses œuvres ont déjà pu être qualifiées de féministes.

### Techniques utilisées
Elle utilise plusieurs techniques et supports, en peignant et dessinant avec de l'acrylique, aquarelle, pastel et graphite. Elle emploie parfois le collage. Elle peut produire de très grands formats sur canevas comme elle peut créer de plus petites œuvres sur papier. Il lui arrive enfin de travailler avec du bois.

## Autres activités
Elle est active sur les réseaux sociaux.
Elle a déjà exécuté plusieurs fresques murales, comme celle réalisée lors de la cinquième édition du festival MURAL en juin 2018 à Montréal.
Sandra Chevrier participe en 2020 à la réalisation d'une fresque avec le street artiste Shepard Fairey à l'occasion du 100e anniversaire du droit de vote des femmes,. Cette fresque est visible à Austin, état du Texas, Etats-Unis.

## Expositions[10]
| Exposition                                                                       | Date                          | Lieu                                                                     |
| -------------------------------------------------------------------------------- | ----------------------------- | ------------------------------------------------------------------------ |
| Cages and the Fallen Flags                                                       | 18 octobre - 21 décembre 2019 | MIRUS GALLERY, 1144 Broadway, Denver, CO, 80203, United States           |
| Cages and the allure of freedom                                                  | 21 octobre - 30 décembre 2018 | Museum of Art and History (MOAH) de Lancaster en Californie.             |
| Les Cages ; We Can't Be Tamed                                                    | 8 juin - 1er juillet 2018     | StolenSpace Gallery, 17 Osborn St, Londres                               |
| Peinture murale à l'occasion du festival de musique Lollapalooza et Urban Nation | 31 août 2018                  | Stade Olympique, Berlin                                                  |
| Invitée au festival POW WOW! HAWAII                                              | 10 - 18 février 2018          | Hawaii                                                                   |
| The impossible museum                                                            | 16 septembre 2017             | Musée Urban Nation, Bülowstraße 7, Berlin                                |
| Les cages ; L'espace entre les barreaux                                          | 19 octobre - 25 novembre 2017 | Galerie C.O.A, 6405 boulevard Saint-Laurent, Montréal, Canada            |
| Finissage de l’exposition de Mario Testino                                       | 19 novembre 2017              | Helmut Newton Foundation, Museum of Photography, Jebensstrasse 2, Berlin |
| Collaboration avec Martin Whatson                                                | 29 juin - 29 juillet 2017     | Nuart Gallery, Salvågergata 10, Stavanger, Norvège                       |
| Exposition solo                                                                  | 15 octobre - 5 novembre 2016  | Thinkspace Projects, 6009 Washington Blvd., Culver City, CA              |
| Les Cages/The Echo of the CRASH, BAM, POW!,                                      | 22 mars - 7 mai 2016          | Above Second Gallery, Hong Kong                                          |
| Trifecta                                                                         | 27 juin - 25 juillet 2015     | Jonathan Levine Projects, 888 Newark Avenue, Jersey City                 |
| Les Cages ; Beneath The Skin                                                     | 4 - 27 septembre 2014         | Reed Projects Gallery, Stavanger, Norvège                                |
| Les Cages : A Fractured Gaze                                                     | 5 avril - 10 mai 2014         | Mirus Gallery, 540 Howard Street, San Francisco                          |
| Collections Of The Broken                                                        | 9 novembre - 10 décembre 2013 | Reed Projects Gallery, Stavanger, Norvège                                |